# Pilling
Pilling is een civil parish in het bestuurlijke gebied Wyre, in het Engelse graafschap Lancashire met 2020 inwoners.

## Foto's

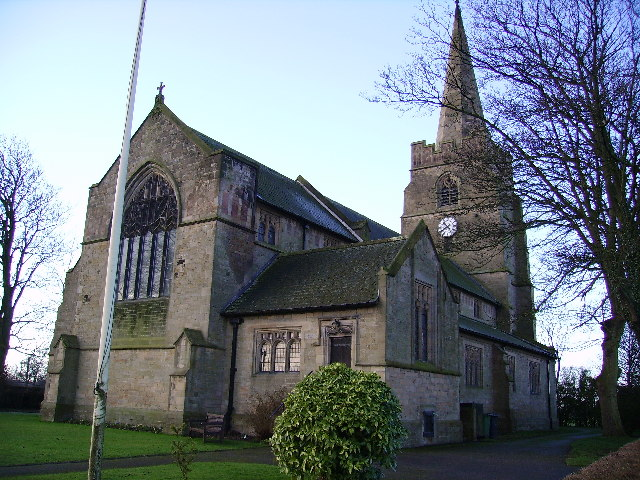
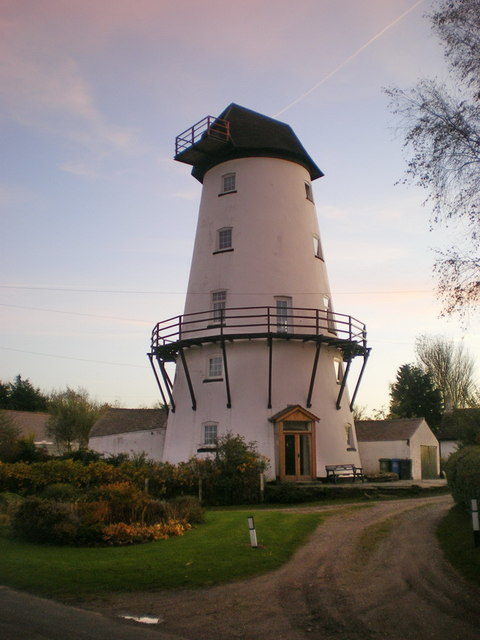
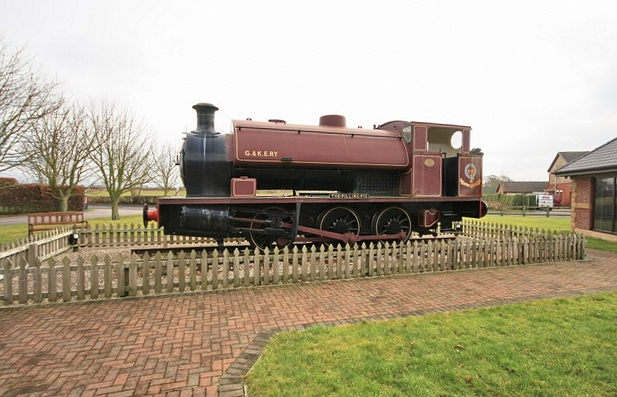